# Tullio Eugenio Regge
Tullio Eugenio Regge (n. 11 iulie 1931, Torino, Italia – d. 23 octombrie 2014, Orbassano, Piemont, Italia) a fost un fizician italian și popularizator al științei, recunoscut ca specialist în domeniul teoriei împrăștierii( difuziei) particulelor cuantice, membru- corespondent al Academia cei Lincei.

## Biografie și creație științifică
A fost profesor universitar la Torino. Are studii și cercetări în domeniul fizicii particulelor elementare, fizicii nucleare, teoriei câmpurilor și teoriei grupurilor. În anii 1960 a emis o ipoteză despre strucura granulară a spațiu-timpului și a dezvoltat o descriere fără coordonate a câmpului gravitațional. A fost unanim recunoscut ca un specialist de talie monidală în domeniul teoriei împrăștierii particulelor cuantice. În acest domeniu a elaborat teoria polurilor Regge, care este larg folosită în cercetările de teorie a câmpurilor și de interacție a partculelor elementare cu materia. 
A cercetat curenții slabi și algebra acestor curenți, elaborând și un curs. 
A cercetat algebra Lie a homologiei si supergravitatia in colaborare cu d'Auria și Fre, a publicat în Lettere al Nuovo Cimento.
Ca membru al Academiei Nazionale dei Lincei a cercetat mișcarea în vortice ( vîrtej) și a cercetat algebra curenților aferenți in Analele Academiei (1976).
De asemenea, a popularizat  știința printr-o serie de cărți, publicate în Italia și traduse în afara Italiei. A colaborat cu John Archibald Wheeler, Bruno Pontecorvo, Vittorio de Alfaro, Franco Rasetti, Sergio Fubini, Pino Furlan și alții.
La Torino a creat o școală de fizică teoretică din care fac parte:
- Vittorio de Alfaro
- Wanda Alberico,
- Mauro Anselmino,
- Maria Barbaro,
- Anna Ceresole,
- Vittorio De Alfaro,
- Marialuisa Frau,
- Sergio Fubini,
- Pino Furlan,
- Alberto Giovannini,
- Ferdinando Gliozzi,
- Alberto Lerda,
- Ezio Maina,
- Alfredo Molinari,
- Giampiero Passarino,
- Nanni Pollarolo,
- Giorgio Ponzano,
- Enrico Predazzi,
- Cesare Rossetti,
- Stefano Sciuto,
- Riccardo Zecchina

Tullio Regge a fost un luptător cu pseudoștiința și fabulația pseudostiintifica, a susținut publicatiile în care se explica,  cum trebuie deosebita știința de pseudoștiința.

## Popularizator
- Spazio, tempo, Relativita, Loescher, 1980, reeditare și actualizare 2003
- Cronache del'Universo, Torino, Boringuerri, 1981
- Dialogo ( in colab. cu Primo Levi), Milano, 1984
- Infiniti. Viaggio ai limiti del' Universo, Milano, Mondadori, 1995
- Universo senza fine. Mondadori, 1999
- Non abbiate Paura. Racconti di fantascienza. Torino, 1999
- Conversations ( in colab. cu Primo Levi) , London 1989 ( in engleza)
- L' Infiniti cercare: autobiografia di un curioso, Torino, 1994
- Lettere ai giovanni sula Scienza,Milano, Rizzoli, 2004

## Legături externe
- en  Tullio Eugenio Regge at the Mathematics Genealogy Project
- it  L'utopia del progresso a "rischio zero", articolo di Tullio Regge su "La Repubblica" (2001)
- it  L'imperdibile intervista a Tullio Regge e Rita Levi-Montalcini, da Memoro - la Banca della Memoria
- it  Premi Guilio Natta e Nicolò Copernico: Tullio Regge, biographical sketch of prize committee member.